# Hugo Black
Hugo Lafayette Black (Ashland, 27 de fevereiro de 1886 – Bethesda, 25 de setembro de 1971) foi um político Americano que serviu como Senador dos Estados Unidos pelo partido Democrata, representando o estado do Alabama de 1927 a 1937. Serviu como Associado de Justiça da Suprema Corte dos Estados Unidos de 1937 a 1971. Black foi nomeado ao Supremo Tribunal de justiça pelo Presidente Franklin D. Roosevelt e confirmado pelo Senado por voto de 63 a 16 (6 Senadores democratas e 10 Republicanos votaram contra sua nomeação.) Ele foi o primeiro dos nove juízes nomeados ao tribunal por Roosevelt, durando mais tempo que todos, exceto William O. Douglas. Black é amplamente considerado um dos mais influentes juízes da Suprema Corte no século XX.
O quinto Juiz a servir mais tempo na história do supremo tribunal, Black era reconhecido por sua defesa da leitura mais textualista da Constituição dos Estados Unidos, e da posição de que as liberdades garantidas na Declaração dos Direitos Americana foram impostas aos estados pela Décima Quarta Emenda a Constituição. Durante a sua carreira política, Black foi considerado defensor das políticas liberais e das liberdades civis.
No entanto, Black relatou a opinião da maioria no caso Korematsu v. United States, que manteve o internamento de cidadãos Nipo-Americanos durante a segunda Guerra Mundial. Black também se opôs frequentemente à doutrina do devido processo substantivo (a interpretação do Supremo Tribunal federal deste conceito tornou impossível que o governo aprovasse legislação que interferisse com as liberdades dos empresários), acreditava que não havia nenhuma base na Constituição para o direito à privacidade e votou contra tal interpretação no caso Griswold v.Connecticut.
Hugo Black também foi membro da Ku Klux Klan, como revelado pelo jornalista Ray Sprigle do Pittsburgh Post-Gazette, quando descobriu uma renúncia do Klan escrita à mão por Black em 9 de julho de 1925. Quando confrontado com a evidência de que Hugo Black teria sido um membro da Klan, ele mesmo respondeu que, "antes de me tornar Senador, eu larguei o Klan. Eu não tenho nada a ver com ele desde aquela época. Eu o abandonei. Eu completamente descontinuei qualquer associação com a organização."
Um reformador no Senado e um devoto ao New Deal, Black apoiou Roosevelt, tanto nas eleições presidenciais de 1932 quanto nas de 1936.

## Infância e Juventude
Hugo LaFayette Black era o mais novo de oito filhos de William Lafayette Black e Martha Toland Black. Ele nasceu em 27 de fevereiro de 1886, em uma de pequena casa de madeira em uma fazenda em Ashland (Alabama), no estado do Alabama, uma cidade pobre, rural, e isolada do Condado de Clay.
Como seu irmão Orlando havia se tornado médico, Hugo decidiu seguir seus passos. Aos dezessete anos, ele deixou a escola e se matriculou na Escola de Medicina de Birmingham. No entanto, foi Orlando quem sugeriu que Hugo deveria inscrever-se na Faculdade de Direito da Universidade do Alabama. Após se formar em junho de 1906, ele voltou para Ashland (Alabama) e fundou um escritório de advocacia. Seu escritório não foi bem sucedido e Black, se mudou para Birmingham em 1907, onde se especializou em direito do trabalho e em casos de danos físicos.
Como consequência de sua defesa de um afro-Americano que havia sido forçado a uma forma de escravidão comercial após sair da prisão, Black se tornou amigo de A. O. Lane, um juiz ligado com o caso. Quando Lane foi eleito à comissão de Birmingham City, em 1911, ele convidou Black para servir como juiz do tribunal de polícia, que seria a sua única experiência como juiz antes de o Supremo Tribunal federal. Em 1912, Black renunciou o cargo para voltar a praticar direito em tempo integral. Em 1914, ele iniciou seu mandato de quatro anos como Promotor Público do Condado de Jefferson.
Três anos mais tarde, durante a Primeira Guerra Mundial, Black renunciou para poder ingressar no Exército dos Estados Unidos, eventualmente alcançando o posto de capitão. Ele serviu na divisão 81 da Artilharia de campo, mas não foi enviado para a Europa. Ele se juntou ao Clube Birmingham Civitan durante este tempo, e se tornou presidente do grupo. Permaneceu um membro ativo ao longo de sua vida. ocasionalmente contribuindo com artigos para as publicações Civitan.
Em 23 de fevereiro de 1921, casou-se com Josephine Foster (1899-1951), com quem teve três filhos: Hugo L. Black, II (1922-2013), advogado; Sterling Foster (1924-1996), e Marta Josephine (nascida em 1933). Josephine morreu em 1951; em 1957, Black casou-se com Elizabeth Seay DeMeritte.

## Carreira no Senado

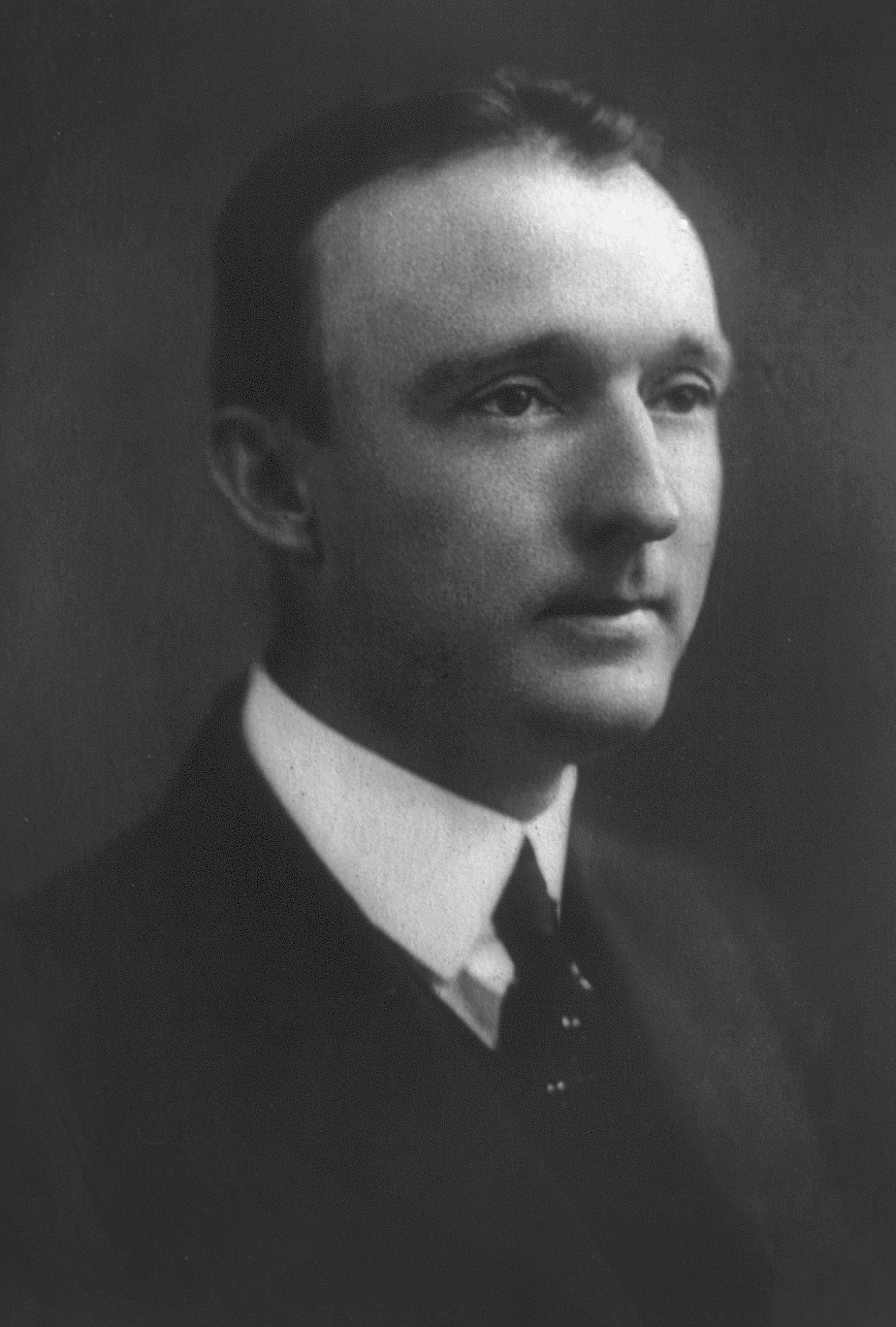
Black durante sua posse no Senado

Em 1926, Black se candidatou ao Senado dos Estados Unidos pelo Alabama, após a aposentadoria do Senador Oscar Underwood. Como o Partido Democrático dominava a política do Alabama, ele facilmente derrotou seu adversário Republicano, E. H. Dryer com 80.9% dos votos. Ele foi reeleito em 1932, com 86.3% dos votos contra o Republicano Theodore J. Johnson.[16]
O senador Black adquiriu uma reputação como um investigador persistente. Em 1934, ele presidiu o comitê que investigou os contratos de correios aéreos sob o Chefe dos Correios Walter Folger Brown, um inquérito que levou ao "Escândalo Air Mail". Para corrigir o que ele chamou de abusos "fraudulentos e de conluio" resultante da lei de correios aéreos de 1930 (Air Mail Act of 1930), ele introduziu a lei Black-McKellar, posteriormente a lei de correios aéreos de 1934 (Air Mail Act of 1934). No ano seguinte, participou de uma comissão de investigação do Senado de práticas lobistas. Ele denunciou publicamente o "poderosos, enganosos,  lobistas visitantes de Washington", e defendeu que lei lhes exigisse, publicamente, a divulgarem seus nomes e salários.
Em 1935, Black tornou-se presidente do Comitê do Senado de Educação e Trabalho, uma posição que ele manteve pelo resto de sua carreira no Senado. Em 1937, patrocinou o projeto de lei Black-Connery, que procurou estabelecer salário mínimo nacional e um limite de trabalho semanal de trinta horas. Embora o projeto de lei tenha sido inicialmente rejeitado na câmara dos deputados (House of Representatives), uma versão editada, que aumentou a proposta original de Black ao limite de horas de trabalho para quarenta e quatro horas, foi aprovada em 1938 (depois que Black deixou o Senado), tornando-se o Fair Labor Standards Act (Lei de padrões justos de trabalho).
Black apoiava fervorosamente o Presidente Franklin D. Roosevelt e o New Deal. Especificamente, ele foi um defensor do Projeto de lei de Reorganização da Magistratura de 1937, popularmente conhecido como o projeto de lei de inchamento dos tribunais, um plano fracassado de Roosevelt de expansão do Supremo Tribunal para fortalecimento político.
Ao longo de sua carreira como senador, Hugo L Black daria discursos com base em sua crença no poder supremo da Constituição. Ele via as decisões dos casos anti-New Deal do Supremo Tribunal como excessos jurídicos. Em sua opinião, o Tribunal indevidamente derrubava leis que haviam sido aprovadas por grande maioria no Congresso.
Durante sua carreira no senado, Black consistentemente se opôs a leis anti-linchamento. Em 1935, Black liderou uma obstrução ao projeto de lei anti-linchamento Wagner-Costigan. O Pittsburgh Post Gazette relatou que, quando uma moção para acabar com a obstrução foi derrotada, "os sulistas—liderados por Tom Connally do Texas e Hugo Black do Alabama—sorriram e se cumprimentaram."

## Nomeação ao Supremo Tribunal
Logo após o fracasso do plano de inchamento dos tribunais, o Presidente Roosevelt obteve a sua primeira oportunidade de nomear um juiz do Supremo Tribunal de Justiça, quando o conservador Willis Van Devanter se aposentou. Roosevelt queria que o subistituto fosse um "apoiador evangélico do New Deal",  razoavelmente jovem, confirmável pelo Senado, e natural de uma região do país não representada no Tribunal. Os três candidatos finais foram o Promotor-Geral da união Stanley Reed, Sherman Minton, e Hugo Black. Roosevelt disse que Reed "não tinha fogo," e Minton não desejava a nomeação, no momento. A posição iria para Black, um candidato do Sul, que como senador, votou a favor de todos os 24 principais projetos do New Deal de Roosevelt. Roosevelt admirava a forma como Black se utilizava do papel investigativo do Senado para moldar a opinião dos americanos a favor das reformas, e seu histórico de votos que o favorecia desde 1933. Tanto Reed quanto Minton, posteriormente, foram nomeados ao Supremo Tribunal; Reed foi o Juiz seguinte a ser nomeado por Roosevelt, enquanto Minton foi nomeado por Harry Truman, em 1949.
No dia 12 de agosto de 1937, Roosevelt nomeou Black para preencher a vaga. Por tradição, um senador nomeado para um cargo executivo ou judiciário era confirmado imediatamente e sem debate. No entanto, quando Black foi indicado, o Senado quebrou essa tradição pela primeira vez desde 1853; em vez de confirmá-lo imediatamente, referiu sua nomeação ao Comitê Judiciário. Black foi criticado por sua suposta intolerância racial, suas raízes culturais, e sua associação ao Ku Klux Klan.
O Comitê Judiciário recomendou a confirmação de Black, pelo voto de 13 a 4 no dia 16 de agosto do mesmo ano.
No dia seguinte, o plenário do Senado considerou a nomeação de Black. Rumores relativos à participação de Black no Ku Klux Klan espalharam-se entre os senadores e dois senadores democratas tentaram anular a nomeação. No entanto, não havia evidências conclusivas do envolvimento de Black, e depois de seis horas de debate, o Senado votou 63 a 16 a favor da confirmação de Black. Dez Republicanos e seis Democratas votaram contra sua nomeação.
Black era um amigo próximo de Walter Francis White, o secretário executivo da NAACP, que ajudou a convencer os críticos de sua nomeação. No caso Chambers v. Florida de 1940, Black ajudou a diminuir as críticas após julgar a favor dos réus criminais afro-americanos que sofreram violações dos processos devidos.

## Carreira no Supremo Tribunal
Assim que Black iniciou seu mandato no Tribunal, ele defendeu a restrição judicial e trabalhou para evitar a interposição do tribunal em assuntos sociais e econômicos. Black defendeu vigorosamente o "significado pleno" da Constituição, enraizado nas ideias de sua época e destacou a supremacia da lei; para Black, o papel do Supremo Tribunal federal havia de ser limitado e previsto pela constituição.
Durante os seus anos iniciais no Supremo Tribunal federal, Black ajudou a reverter diversas decisões judiciais anteriores, tendo uma interpretação restritiva do poder federal. Muitas leis do New Deal, que haviam sido derrubadas em precedentes anteriores, foram sustentadas. Em 1939, Felix Frankfurter e William O. Douglas se juntaram a Black no Supremo Tribunal federal. Douglas votou ao seu lado em vários casos, especialmente aqueles que envolveram a Primeira Emenda, enquanto Frankfurter logo se tornou um dos inimigos ideológicos de Black. De 1946 a 1971, Black foi Associado Sênior de Justiça da Suprema Corte.

### Relação com os outros Juízes

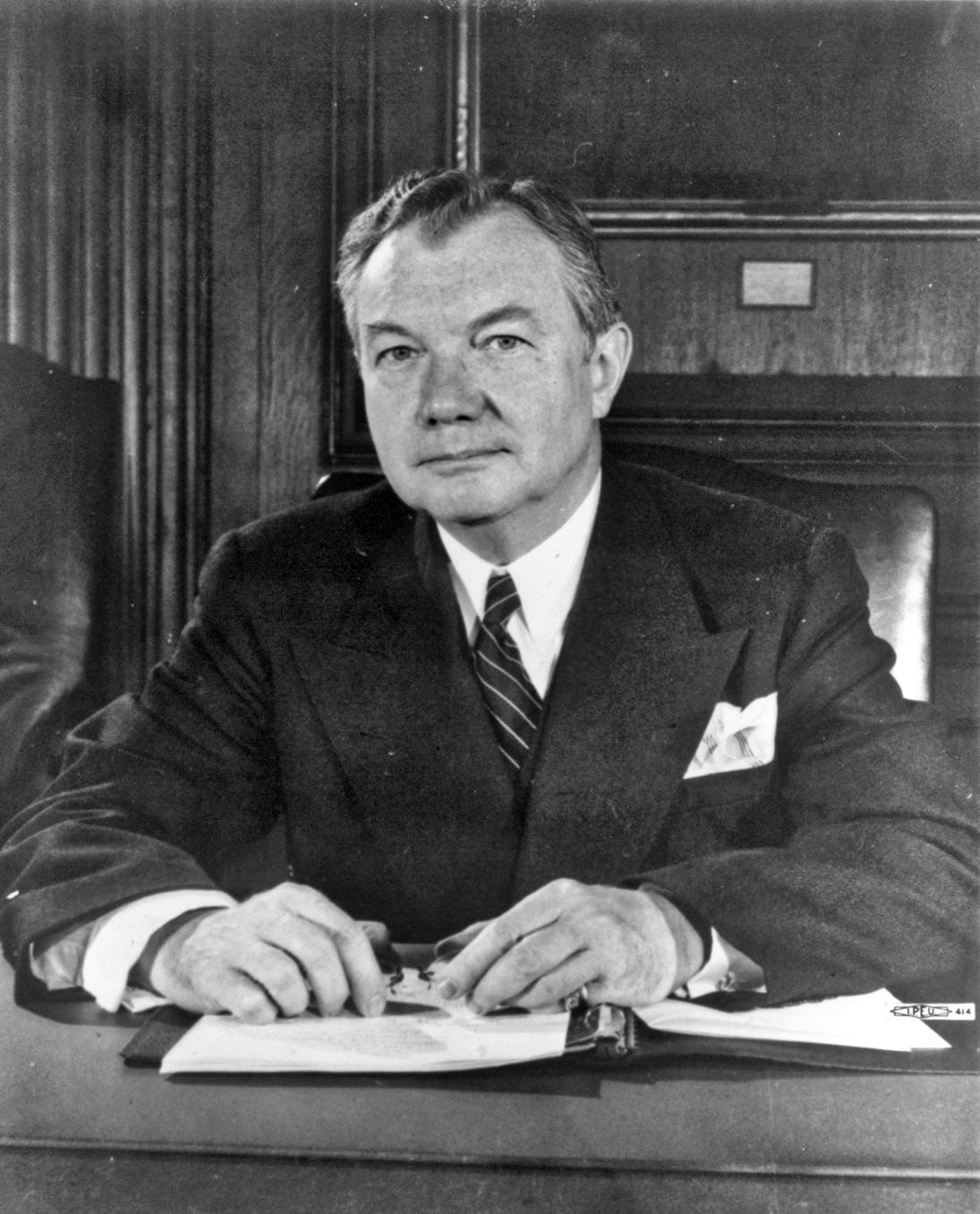
Black esteve envolvido em um amargo conflito com o Juiz Robert H. Jackson (mostrado acima)

Durante a década de 1940, Black envolveu-se em uma amarga disputa com o juiz Robert H. Jackson, como resultado do caso Jewell Ridge Coal Corp. v. Local 6167, United Mine Workers (1945). Neste caso, o Tribunal julgou, por 5 votos a 4, a favor da UMW; Black votou com a maioria, enquanto Jackson foi um dos dissidentes. No entanto, a empresa de carvão pediu que o Tribunal revisse o caso, alegando que o Juiz Black deveria ter se retirado do caso, já que os mineiros haviam sido representados pelo sócio de Black de 20 anos antes. Segundo as regras do Supremo Tribunal, cada um dos Juízes tem o direito a desqualificar a si mesmo de um caso. Jackson concordou que a petição para nova audição deveria ser negada, mas se recusou a dar a aprovação para que Black participasse no caso. Finalmente, quando o Tribunal, por unanimidade, negou o pedido de nova audiência, o juiz Jackson lançou um comunicado curto, no qual recebeu o apoio do juiz Frankfurter. A concordância indicava que Jackson votou contra a petição, não porque ele aprovou a participação de Black no caso, mas porque a decisão de se retirar de um caso deve partir do próprio juiz. A princípio, o caso atraiu pouca atenção. No entanto, após a morte do Presidente do Supremo Tribunal Harlan Stone em 1946, rumores de que o Presidente Harry S. Truman iria nomear Jackson como sucessor de Stone levaram vários jornais a investigar a controvérsia do caso Jewell Ridge. Black e Douglas supostamente disseram aos jornais que eles iriam se demitir caso Jackson fosse nomeado Presidente. Truman, em última análise, optou por Fred M. Vinson para a posição.
Em 1948, o Juiz Black aprovou uma ordem solicitada por Abe Fortas, que barrava um tribunal distrital federal do Texas de abrir investigações significativas de fraudes de eleição e de irregularidades nas eleições primárias do Partido Democrata para Senador dos Estados Unidos pelo Texas, em 1948. A ordem efetivamente confirmaria a aparente vitória do futuro Presidente Lyndon Johnson sobre o ex-Governador do Texas, Coke Stevenson.
Black entrou em conflito com seu colega Abe Fortas durante a década de 1960.

### Após 1950
A posse de Vinson como Presidente do Supremo Tribunal coincidiu com o Red Scare, um período de intenso anticomunismo nos Estados Unidos. Em vários casos, o Supremo Tribunal considerou e confirmou a validade de leis anticomunistas aprovadas durante esta época. Por exemplo, o caso American Communications Association v. Douds (1950), confirmou uma lei que exigia que a desfiliação dos funcionários de sindicatos do Partido Comunista. Black votou contra a lei, alegando que ela violava a liberdade de expressão garantida pela Primeira Emenda. Da mesma forma, no caso Dennis v. Estados Unidos, 341 U.S. 494 (1951), o Tribunal confirmou a Lei Smith, que tornou crime "estimular, aconselhar, ou ensinar o dever, a necessidade, a conveniência, ou decoro de derrubar o Governo dos Estados Unidos, por um advogado." A lei foi muitas vezes usada para processar indivíduos que aderiam ao Partido Comunista. Black novamente votou contra, escrevendo:

"A opinião pública, como está agora, não deverá protestar contra a condenação dos peticionários comunistas. Porém, há uma esperança que, em tempos mais calmos, quando as presente pressões, paixões e medos diminuírem, este Tribunal irá restaurar as liberdades da Primeira Emenda à posição central que lhes é devida em uma sociedade livre."

A partir do final da década de 1940, Black escreveu sobre a cláusula do estabelecimento, onde insistia na separação do estado da igreja. No caso  Engel v. Vitale (1962), que tornou a reza compulsória nas escolas públicas anticonstitucional, isto provocou protestos da grande oposição conservadora. Esforços para restaurar a reza nas escolas foram eventualmente derrotados.
Em 1953 Vinson morreu e foi substituído por Earl Warren. Embora todos os membros do Tribunal de justiça fossem liberais do New Deal, Black fazia parte da ala mais liberal da Corte, junto com Warren, Douglas, William Brennan, e Arthur Goldberg. Eles diziam que o Tribunal teve um papel maior do que o Congresso. No entanto, embora muitas vezes ele tenha votado com eles, no Tribunal sob a presidência de Warren, ele ocasionalmente levou a sua própria linha em alguns casos, mais notavelmente no caso Griswold v.Connecticut (1965), que estabeleceu que a Constituição é protegida por um direito à privacidade. Por não encontrar um direito implícito na Constituição, Black escreveu em sua dissidência que "Muitos homens bons e capazes eloquentemente falaram e escreveram... sobre o dever deste Tribunal de manter a Constituição em sintonia com os tempos. ... Para mim, eu devo rejeitar essa filosofia com toda deferência".
O adversário ideológico mais proeminente de Black, na Corte sob a presidência de Warren, foi John Marshall Harlan II, que substituiu o juiz Jackson, em 1955. Eles discordaram sobre diversas questões, incluindo a aplicabilidade da Declaração dos Direitos Americana aos estados, o escopo de aplicação da cláusula dos devidos processos e o princípio de um homem, um voto.

## Jurisprudência

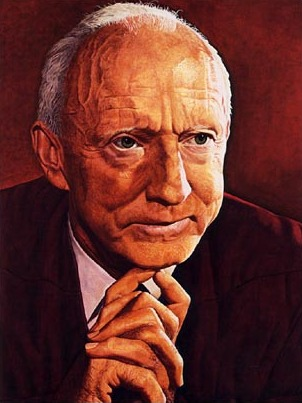
Hugo Black é muitas vezes descrito como um "textualista" ou "estrito construcionista."

A jurisprudência de Black está entre as mais distintas de qualquer um dos membros da história do Supremo Tribunal federal e tem influenciado juízes diretamente, como Earl Warren, William Rehnquist, e Antonin Scalia.
A jurisprudência de Black tinha três componentes essenciais: a história, o literalismo e o absolutismo. A paixão de Black por história estava enraizada em um amor eterno por livros, que o levou à crença de que o estudo da história era necessário para evitar a repetição de erros da sociedade. Em 1968, Black escreveu que "o poder corrompe, e o poder irrestrito vai tentar os juízes da Suprema Corte assim como a história nos mostra que já tentou outros juízes".
Black escreveu que "a Constituição não é imortal; ela fornece meios de se alterar ou revogar, e não por juízes, mas sim pelo povo e seus representantes eleitos". Black muitas vezes palestrava aos seus colegas no Supremo Tribunal federal sobre a importância de agir dentro dos limites da Constituição.

O absolutismo de Black o levou a aplicar estritamente os direitos da Constituição, ao invés de tentar definir um significado, abrangência, uma medida para cada direito. Black expressou sua opinião sobre a Declaração dos Direitos dos Estados Unidos, no caso de 1947, Adamson v. Califórnia, que ele via como o seu "mais importante parecer"

"Não posso considerar a Declaração de Direitos a ser uma camisa de força gasta do século XVIII' ... Suas disposições podem ser consideradas abstrações desatualizadas por alguns. E é verdade que elas foram projetadas para atender males antigos. Mas esses são o mesmos tipos de males humanos que surgiram de século em século, onde quer que o excesso de poder seja procurado por poucos, prejudicando muitos. Na minha opinião nenhum povo de qualquer nação pode perder sua liberdade enquanto uma declaração dos direitos como a nossa sobreviver, e suas finalidades básicas forem conscientemente interpretados, cumpridos e respeitados... Gostaria de seguir o que eu acredito que foi a intenção original da Décima quarta Emenda—estender a todas as pessoas a proteção completa da Declaração dos Direitos.

### Restrição Judicial
Black acreditava intensamente na restrição judicial e reservou o poder de legislação ao poder legislativo, muitas vezes repreendendo seus colegas mais liberais pelo que ele via como legislação criada judicialmente. O juiz conservador João M. Harlan II diria de Black, "Nenhum juiz vestiu a toga judicial com uma compreensão tão clara de suas limitações". Black defendia um papel estreito da interpretação de juízes, em oposição à visão de juízes como os engenheiros sociais ou editores da Constituição. Black opôs a ampliação das liberdades constitucionais além de suas interpretações literais ou históricas "simples", como ele via seus colegas mais liberais fazerem. No entanto, ele também condenava as ações dos juízes da extrema direita, como os "Quatro Cavaleiros conservadores" de 1920 e 1930, que derrubaram muitas leis do New Deal.
Black firmou uma maioria de 5 votos contra 2 em 1967 na decisão do caso Fortson v. Morris, que permitia que a Assembleia Legislativa da Geórgia escolhesse o governador do estado, em resolução do impasse na disputa durante as eleições de 1966 entre o Democrata Lester Maddox e Republicano Howard Callaway. Black votou com a maioria, sob estrita motivação de defender o estado de disposições constitucionais, seus colegas Douglas e Abe Fortas votaram a favor. Black argumentou que a Constituição dos EUA não dita como o estados devem escolher o seu governador. "Nosso negócio não é para escrever leis para ajustar o dia. Nossa tarefa é interpretar a Constituição," Black explicou.

### Textualismo e originalismo
Black era conhecido por sua defesa de uma interpretação  mais textualista da constituição. Ele tinha uma visão "literal" ou absolutista das disposições da Declaração de Direitos, e acreditava que o texto da Constituição é absolutamente determinativa em relação a qualquer questionamento de interpretações judiciais, levando a sua reputação como "textualista" e como um "rigoroso construcionista". Enquanto o texto da constituição era uma limitação absoluta sobre a autoridade dos juízes em matéria constitucional, dentro dos limites do texto, os juízes tinham um capacidade ampla e desqualificada para cumprir as disposições constitucionais, independentemente da opinião pública à época, ou das interpretações dos juízes.
Assim, Black recusou-se a participar nos esforços dos juízes no Tribunal a favor da abolição da pena capital nos Estados Unidos, (temporariamente) alcançada logo após a morte de Black. Ele afirmou que as referências da Quinta e da Décima quarta Emenda à "tomada de vida", e "os crimes capitais" significava a aprovação da pena de morte, implícita na Declaração de Direitos. Ele também não estava convencido de que o direito de privacidade era implícito na Nona e Décima quarta emenda, e se discordava da decisão do Tribunal de 1965 no caso Griswold. Black disse que "é um menosprezo a Quarta Emenda que se fale dela como se não protegesse nada senão a privacidade... a privacidade é um vasto abstrato, um conceito ambíguo... O direito constitucional de privacidade não é encontrado na Constituição."

O Juiz Black rejeitava o que ele chamava de "o misterioso e incerto" conceito do direito natural. De acordo com Black era uma teoria vaga e arbitrária, apenas permitindo que os juízes impusessem seus pontos de vista pessoais sobre a nação. Em vez disso, ele argumentou que o judiciário deveria limitar-se a uma rigorosa análise apenas do texto Constituição. Black era, além disso, um adversário da teoria da "constituição viva" . Em sua dissidência no caso Griswold (1965), ele escreveu:

Eu percebo que muitos homens bons e capazes têm eloquentemente falado e escrito sobre o dever deste Tribunal de manter a Constituição em sintonia com os tempos. A ideia é que a Constituição deve ser alterada de tempo em tempo, e que este Tribunal tem com o dever de fazer essas alterações. Rejeito esta filosofia. Os redatores da Constituição sabiam da necessidade de mudanças, e disponibilizaram meios para que elas pudessem acontecer. Alterações sugeridas pelos representantes eleitos podem ser enviados para o povo ou para os seus agentes selecionados para a ratificação. Este método de alteração foi bom para o nosso Fundadores, e, sendo um pouco antiquado, devo acrescentar que é bom o suficiente para mim.

Assim, muitas viam Black como originalista. David Strauss, por exemplo, o elogia como "O mais influente dos originalistas nos últimos cem anos". Além disso, Black pedia frequentemente a restrição judicial, o que não era comum nas decisões do Tribunal. Black afirmou que o legislativo "estava totalmente revestido com o poder de governar e manter a ordem."

### Federalismo
Black mantinha uma visão ampla do poder legislativo, seja federal ou estadual, e muitas vezes votou contra a revisão judicial das leis do estado que poderiam ser abatidas sob a Commerce Clause (Cláusula do Comércio). Anteriormente, durante a década de 1920 e 1930, o Tribunal havia interpretado a Commerce Clause restritivamente, muitas vezes derrubando leis sob a alegação de que o Congresso haveria abusado de sua autoridade. Depois de 1937, no entanto, o Supremo Tribunal anulou vários precedentes e afirmou uma interpretação mais ampla da commerce clause. Black consistentemente votou com a maioria nessas decisões; por exemplo, ele votou a favor nos casos Mulford v. Smith, Estados Unidos v. Ora, Lumber Co., Wickard v. Filburn, Atlanta Heart Motel v. Estados Unidos, e Katzenbach v. McClung, 379.

Em vários outros casos relacionados ao federalismo, no entanto, Preto pronunciou-se contra o governo federal. Por exemplo, ele votou parcialmente contra o caso da Carolina do Sul, v. Katzenbach, em que o Tribunal confirmou a validade das leis de direito de voto de 1965. Em uma tentativa de proteger os direitos de voto dos afro-Americanos, a lei exige que qualquer estado cuja população seja ao menos 5% de afro-Americano a obter a aprovação federal antes de alterar suas leis de direito de voto. Black escreveu que a lei,

... de forma que alguns dos Estados-membros não podem passar as leis do estado ou adotar emendas constitucionais estaduais sem serem obrigados a mendigar às autoridades federais para aprovar suas políticas, de modo que distorce nossa estrutura constitucional na qual a distinção constitucional entre estados e o poder federal é quase insignificante.

Da mesma forma, no caso Oregon, v. Mitchell (1970), ele entregou o parecer do tribunal, sustentando que o governo federal não tinha o direito de definir a idade de voto para as eleições estaduais.

Na lei de jurisdição federal, Black fez uma grande contribuição escrevendo a opinião da maioria no caso Younger v. Harris. Neste caso, decidido durante o último ano de Black no Tribunal, deu origem ao que hoje é conhecido como a abstenção Younger. De acordo com esta doutrina, um importante princípio do federalismo chamado de "cortesia"—isto é, o respeito dos tribunais federais aos tribunais estaduais—determina que os tribunais federais abstenham-se de intervir no estado que esteja com um processo em andamento, a não ser com nas mais raras exceções. O caso também é famoso por sua discussão do que Black chamava de "Nosso Federalismo," um debate ele considerava
o devido respeito para funções de estado, o reconhecimento do fato de que o país inteiro é composto de uma União de governos do estados separados, e uma continuação da crença que o Governo Nacional se sairá melhor se os Estados e suas instituições forem livres para realizar suas funções separadas de maneiras separadas.
Black foi um dos primeiros defensores do padrão "um homem, um voto" definido no caso Baker v. Carr. 

### Direitos civis
Como senador, Black foi contra um projeto de lei anti-linchamento. No entanto, durante o seu mandato, Black estabeleceu um histórico de apoio ao movimento dos direitos civis. Ele votou com a maioria no caso Shelley v. Kraemer (1948), que invalidou reuniões com restrições raciais. Da mesma forma, ele votou a favor da decisão unânime no caso Brown v. Board of Education (1954) que derrubou a segregação racial nas escolas públicas. Black manteve-se determinado a vencer a segregação no Sul e pediu que o tribunal adotasse uma posição de "desegregação imediata" em 1969, no caso Alexander v. Holmes County Board of Education.
Black relatou a decisão da maioria no caso Korematsu v. United States, que validou a decisão de Roosevelt de deter Japoneses-Americanos na Costa Oeste durante a II Guerra Mundial. A decisão é um exemplo da crença de Black em um papel limitado do poder judiciário; ele validou as ações do legislativo e do executivo que levaram às internações, dizendo que "é desnecessário que nós avaliemos as possíveis razões que poderiam ter requerido o uso da ordem de ser utilizada na forma que foi."
Black também tendia a favorecer a lei sobre o ativismo dos direitos civis. Isso o levava a interpretar a Lei dos Direitos Civis de forma restritiva. Por exemplo, ele foi contra uma decisão, em um caso em relação aos direitos de manifestantes, argumentando a necessidade de limitar o âmbito da Lei de Direitos Civis. Em 1968, ele disse que "infelizmente há alguns que pensam que os Negros devem ter privilégios especiais sob a lei". Black sentia que ações como protestar, cantar, ou marchar pelas "boas causas" um dia poderia levar ao apoio das causas más; sua cunhada, posteriormente, diria que Black tinha um "medo mortal" de manifestantes. Black opôs as ações de alguns protestantes de direitos civis e da Guerra do Vietnã, e acreditava que as leis, primeiro, e segundo os tribunais, devem ser responsáveis por aliviar erros sociais. Black disse uma vez que ele era "fortemente oposto aos esforços para estender a liberdade de expressão da Primeira Emenda para além do discurso".

### Primeira Emenda
Black tinha uma visão absolutista da jurisprudência da Primeira Emenda, e acreditava que as primeiras palavras da Emenda eram "O Congresso não fará leis..." Black rejeitava a criação de análises jurídicas para julgar o alcance da liberdade de expressão, como análises do "perigo claro e presente", das "más tendências", da "razoabilidade" ou do "balanceamento". Black escreveu que a Primeira Emenda é "completamente fora do alcance do poder federal... eu não acredito que qualquer agência federal, incluindo o Congresso e o Tribunal, tem o poder ou a autoridade de subordinar a liberdade de expressão e da imprensa ao que eles julgam ser 'interesses mais importantes'".
Ele acreditava que a Primeira Emenda erguia uma parede metafórica de separação entre a igreja e o estado. Durante a sua carreira, Black escreveu várias opiniões importantes relativas à separação da igreja do estado. Ele entregou o parecer do tribunal, no caso Everson v. Board of Education (1947), que considerou que a cláusula de estabelecimento (establishment clause) não seria apenas aplicável ao governo federal, como também aos estados.
Black votou com a maioria no caso McCollum v. Board of Education (1948), considerou que o governo não poderia fornecer instrução religiosa nas escolas públicas. Em Torcaso v. Watkins (1961), escrever um parecer que afirmou que os estados não poderiam exigir provas de religião como qualificação para um cargo público. Da mesma forma, ele foi o autor a opinião da maioria em Engel v. Vitale (1962), que declarou inconstitucional que os estados exijam a recitação de orações em escolas públicas.
O Juiz Black é muitas vezes considerado um líder da defesa dos direitos da Primeira Emenda, como a liberdade de expressão e de imprensa. Ele se recusou a aceitar a doutrina na qual a liberdade de expressão poderia ser restringida em função da segurança nacional. Assim, no caso New York Times Co. v. Estados Unidos (1971), ele votou para permitir que os jornais publicassem os Pentagon Papers, apesar de a Administração Nixon alegar que a publicação teria implicações de segurança. Em seu voto concordante, Preto afirmou,
Na Primeira Emenda, nossos Pais Fundados deram à livre imprensa a devida proteção para que realizasse seu papel essencial em nossa democracia. A imprensa serviria aos governados, e não aos governadores. O poder do Governo de censurar a imprensa foi abolido para que a imprensa permanecesse sempre livre para censurar o Governo. A imprensa foi protegida para que pudesse expôr os segredos do governo e informar o povo. Apenas uma imprensa livre e irrestrita pode efetivamente demonstrar as decepcões em uma governo. [...] A palavra 'segurança' é uma generalidade ampla e vaga cujos contornos não devem ser invocados para anular os direitos fundamentais encarnada pela Primeira Emenda.— New York Times Co. v. United States, 403 U.S. 713, 714 (1971).
Ele rejeitou a ideia que o governo tinha o direito de punir a fala "obscena". Da mesma forma, ele argumentou que as leis de difamação interferiam na liberdade de expressão e eram, portanto, inconstitucionais. A maioria dos membros do Supremo Tribunal rejeitou ambos esses pontos de vista, apesar da interpretação de Black atrair o apoio de Justiça Douglas. No entanto, ele não acreditava que os indivíduos tinham o direito de falar aonde quisessem. Ele entregou a opinião da maioria no caso Adderley v. Flórida (1966), que defendia, de forma controversa, uma condenação de invasão de propriedade por manifestantes que protestavam em propriedades do governo. Ele também votou contra no caso Mexer v. Des Moines (1969), no qual a Suprema Corte decidiu que os alunos tinham o direito a usar braçadeiras (como uma forma de protesto) nas escolas, escrevendo que

Enquanto eu sempre acreditei que, sob a Primeira e Décima quarta Emendas nem o Estado, nem o Governo Federal tem qualquer autoridade para regular ou censurar o conteúdo da fala, eu nunca acreditei que qualquer pessoa teria o direito de dar palestras ou participar de manifestações onde ele quer e quando ele quer.

Além disso, o Black tinha uma visão estreita do que constituía a "fala" sob a Primeira Emenda; para ele, a "conduta" não merecia a mesma proteção de que a "fala". Por exemplo, ele não acreditava que queimar uma bandeira fosse fala; no caso Rua v. New York (1969), ele escreveu: "Não creio que haja, na Constituição Federal, qualquer coisa que impeça um Estado de tornar um crime a queima deliberada da bandeira americana". Da mesma forma, ele votou contra no caso Cohen v. Califórnia (1971), no qual o Tribunal considerou que vestir uma jaqueta estampada com as palavras "Fuck the Draft", em protesto à guerra do Vietnã, era liberdade de expressão protegida pela Primeira Emenda. Ele afirmou que esta atividade "era principalmente conduta e pouca fala."
Como Juiz, Black considerava que o Tribunal deveria literalmente proteger as garantias constitucionais, principalmente a liberdade de expressão da Primeira Emenda. Ele foi muitas vezes rotulado como um "ativista" por causa da sua vontade de rever as leis que pudessem violar as disposições constitucionais. Black sustentava que o literalismo foi necessário ao poder judiciário.
Por essas razões, ele votou contra a decisão do caso de George Anastaplo, que foi banido da ordem de advogados do Illinois porque recusou-se a rejeitar o comunismo e a testemunhar sobre sua ideologia política. Black é citado como dizendo:
Anastaplo não indicou, nem remotamente, uma crença de que este país é opressivo no qual o 'direito à revolução' deveria ser exercido. Pelo contrário, por toda a sua vida, como demonstram os arquivos, tem sido um servidor devoto ao seus país — primeiro, em sua vontade de defender sua segurança à risco de sua própria vida em tempos de guerra, e posteriormente, em sua vontade de defender sua segurança à risco de sua própria carreira profissional em tempos de paz.

### Processo penal
Black adotou uma interpretação mais estreita da Quarta Emenda do que muitos de seus colegas do Tribunal de Warren. Ele se votaram contra o caso Katz v. United States (1967), em que o Tribunal considerou que as escutas telefônicas sem mandado violavam o garantia razoável contra busca e apreensão da Quarta Emenda. Ele argumentou que a Quarta Emenda protegia apenas objetos tangíveis físicos nas buscas ou apreensões. Assim, ele concluiu que conversas telefônicas não estavam no escopo da emenda, e escutas sem mandado, era consequentemente permitidas.
O juiz Black originalmente acreditava que a Constituição não exigia a exclusão de evidências apreendidas ilegalmente nos casos. Em seu voto no caso Wolf v. Colorado (1949), ele afirmou que a regra de exclusão "não era um comando da Quarta Emenda, mas ... uma regra sobre evidências criada judicialmente".  Porém, posteriormente mudou de ideia e votou com a maioria no caso Mapp v. Ohio (1961), que se aplicava a investigações criminais estaduais e federais. Em seu voto a favor, ele disse que seu apoio foi baseado na garantia do direito contra a auto-incriminação da Quinta Emenda, não na garantia razoável contra buscas e apreensões. Ele escreveu: "eu ainda não estou convencido de que a Quarta Emenda, por si só, seria suficiente para barrar a introdução de evidência ... apreendidas ... em violação de seus comandos."
Em outros casos, Black tomou uma visão bastante ampla dos direitos de réus em casos penais. Ele participou da decisão histórica do caso Miranda v. Arizona (1966), que tornou necessário à policia ler aos suspeitos os seus direitos antes de interrogatórios e consistentemente votava para aplicar as garantias da Quarta, Quinta, Sexta e Oitava Emendas a nível estadual.
Black foi o relator da decisão histórica no caso Gideon v. Wainwright (1963), que determinou que os estados devem fornecer um advogado para um réu penal indigente, que não tem condições de pagar por um. Antes de Gideon, o Tribunal entendia que tal exigência aplicava-se apenas para o governo federal.

### Declaração dos Direitos aplicável aos estados, ou a questão da "incorporação"
Um dos aspectos mais notáveis da jurisprudência de Black foi a visão de que a Declaração de Direitos seria integralmente aplicável aos estados. Originalmente, a Declaração dos Direitos afetava apenas o governo federal, como decidido pelo Tribunal no caso Barron v. Baltimore (1833). De acordo com Black, a Décima quarta Emenda, ratificada em 1868, "encarnou" o Bill of Rights, ou a tornou vinculativa para os estados. Em particular, ele apontou para a Cláusula de Privilégios ou Imunidades, "Nenhum Estado poderá fazer ou executar qualquer lei que infringirá nos privilégios ou imunidades dos cidadãos dos Estados Unidos." Ele propôs que o termo "privilégios ou imunidades" contemplava os direitos mencionados nas oito primeiras emendas à Constituição.
Black expôs pela primeira vez essa teoria de incorporação, quando a Suprema Corte decidiu no caso Adamson v. Califórnia (1947) que a garantia contra a auto-incriminação da Quinta Emenda não se aplicava aos estados. Foi durante este período que Hugo Black tornou-se discípulo de John Lilburne e a sua afirmação de "direitos oriundos da liberdade'. No apêndice de sua opinião divergente, o Juiz Black analisou as declarações feitas por aqueles que interpretavam a Décima quarta Emenda, chegando à conclusão de que "a Décima quarta Emenda, e, particularmente, sua Cláusula de Privilégios ou Imunidades era uma simples aplicação da Declaração dos Direitos aos estados".
A teoria de Black atraiu o apoio de Juízes como Frank Murphy e William O. Douglas. No entanto, ele nunca conseguiu o apoio de uma maioria do Tribunal. Os opositores mais proeminentes da teoria de Black foram os Juízes Felix Frankfurter e John Marshall Harlan II. Frankfurter e Harlan argumentaram que a Décima Quarta Emenda não incorporava a Bill of Rights per se, mas protegia os direitos que são "implícitos no conceito de liberdade ordenada", que era o padrão que o Juiz Cardozo havia estabelecido anteriormente no caso Palko v. Connecticut.
O Supremo Tribunal nunca aceitou o argumento de que a Décima Quarta Emenda incorporava a totalidade da Bill of Rights. No entanto, ele concordou que algumas garantias "fundamentais", eram aplicáveis aos estados. Na maior parte, durante a década de 1930, 1940 e 1950, apenas os direitos da Primeira Emenda (tais como o livre exercício da religião e a liberdade de expressão) foram consideradas fundamentais o suficientemente pelo Supremo Tribunal federal para serem incorporados.
No entanto, durante a década de 1960, o Tribunal sob o Juiz Warren levou o processo muito mais adiante, tornando quase todas as garantias da Declaração de Direitos vinculativa aos estados. Assim, embora o Tribunal não aceite a teoria de total incorporação de Black o resultado final de sua jurisprudência é muito próximo do que Black defendia. Hoje, as únicas das primeiras oito emendas que não foram estendidas aos estados são a Terceira e a Sétima Emenda, a cláusula de júri da Quinta Emenda, a de protecção contra excesso de fiança da Oitava Emenda, e a Sexta Emenda.

### A cláusula do devido processo
O Juiz Black era conhecido por sua rejeição da doutrina do devido processo substantivo. A maioria dos Juízes da Suprema Corte aceitou a visão de que a cláusula do devido processo englobava não apenas as garantias processuais, mas também "a justiça fundamental" e os direitos fundamentais. Assim, argumentou-se que o devido processo incluía um componente "substantivo", além de seu componente "processual".
Black, no entanto, acreditava que estas interpretações da cláusula do devido processo eram injustificadamente amplas. Em sua dissidência no caso Griswold, ele acusou a doutrina do devido processo substantivo de "tirar do Congresso e dos Estados o poder de fazer leis com base em seu próprio julgamento da justiça e da sabedoria, e as transfere esse poder a este Tribunal para a determinação final." Porém, Black defendeu uma interpretação mais estreita da cláusula. Em sua dissidência no caso In re Winship, ele analisou a história do termo "devido processo legal", e concluiu: "Para mim, o único significado correto da frase é que o nosso Governo deve proceder de acordo com a "lei da terra" —isto é, de acordo com provisões constitucionais e legais interpretadas pelas decisões do tribunal".
A visão de Black do devido processo desenhou-se a partir de sua leitura da história Britânica; para ele, o devido processo destinado a todas as pessoas deveriam ser julgadas em conformidade com a as garantias processuais da Declaração dos Direitos e em conformidade com as leis constitucionais. Black defendia a igualdade de tratamento de todos pelo governo, independentemente de riqueza, idade ou raça. A visão de Black do devido processo legal era restritiva, no sentido de que baseava-se na igualdade dos procedimentos; e não se estendia ao devido processo  substantivo.
Nenhum dos colegas de Black compartilhavam sua interpretação da clausula do devido processo. Seu principal rival no assunto (e em vários outros assuntos) foi Felix Frankfurter, que defendia uma visão substantiva dos processos devidos baseados no "direito natural" — se uma ação contestada não "chocasse a consciência" do jurista, ou os conceitos Ingleses da Justiça, Frankfurter não veria uma violação dos devidos processos da lei. John M. Harlan II concordava com Frankfurter, e era um crítico da interpretação de Black, mencionando seu "estado contínuo de perplexidade... com a insistência de Black que os processos devidos... não incorporam  um conceito de justiça fundamental" em seu voto no caso Winship.

### Direitos de voto
Black foi um dos defensores do princípio do Tribunal de "um homem, um voto". Ele relatou o julgamento do caso Wesberry v. Sanders (1964), que determinou que a Constituição requer que os distritos do congresso em todos os estados tenham aproximadamente a mesma população. Ele concluiu que a constituição comandava "que os representativos fossem escolhidos 'pelo Povo de vários Estados'". Ele também votou a favor no caso Reynolds v. Sims (1964), que estendeu o mesmo requerimento aos distritos legislativos estaduais na base da clausula de proteção igualitária.
Ao mesmo tempo, Black não acreditava que a cláusula de proteção igualitária tornava impostos de captação inconstitucionais. Assim, ele votou contra a decisão do Tribunal no caso Harper v. Virginia Board of Elections (1966) que invalidou a utilização do imposto como uma qualificação para votar. Ele criticou o Tribunal por abusar do seu "poder limitado para interpretar o significado original da Cláusula de Proteção Igualitária" e para "dar a essa cláusula um novo significado que ele acredita melhor representar a política governamental".

### Cláusula de Proteção Igualitária
Ao final da década de 1940, Black acreditava que a cláusula do devido processo da Décima quarta Emenda constitucional proibia qualquer estado de ações governamentais que discriminassem com base em raça de uma maneira odiosa ou caprichosa. Black acreditava que a cláusula de proteção igualitária não poderia ser introduzida como um meio para invalidar uma ação do estado, a menos que a ação envolva direitos civis ou discriminação racial. Black iria manter esta opinião até à sua morte, dizendo que o litígio em relação à discriminação racial merecia escrutínio rigoroso, enquanto todos os outros litígios de estado não mereciam. Black reservava o poder de mudar o sentido e o alcance do devido processo legislativo.

## Aposentadoria e morte

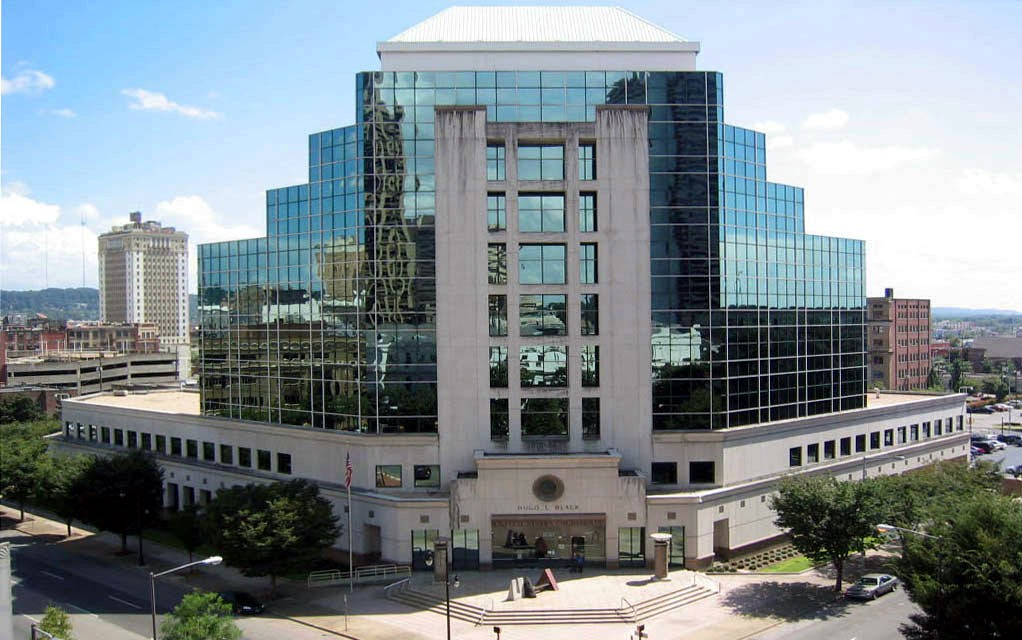
O Tribunal Hugo L. Black em Birmingham, Alabama

Black internou-se no National Naval Medical Center (Centro Nacional Médico Naval), em Bethesda, Maryland, em agosto de 1971, e, posteriormente, se aposentou do Tribunal no dia 17 de setembro, Ele sofreu um derrame dois dias depois e morreu no dia 25 de setembro.
Sua missa de falecimento foi realizada na Catedral Nacional, assistida por mais de 1 000 pessoas. De acordo com os desejos do Juiz Black, o caixão foi "simples e barato" e foi apresentado na missa para mostrar que os custos do enterro não são um reflexo do valor da pessoa cujos restos mortais estavam presentes.
Seus restos mortais foram enterrados no Cemitério Nacional de Arlington. Ele é um dos doze juízes da Suprema Corte enterrados em Arlington. Os outros são Harry Andrew Blackmun, William J. Brennan, Arthur José Goldberg, Thurgood Marshall, Potter Stewart, William O. Douglas, Oliver Wendell Holmes Jr., o Chefe de Justiça William Howard Taft, Chefe de Justiça Earl Warren, Chefe de Justiça  Warren Burger e o Chefe de Justiça William Rehnquist. A lápide do seu túmulo é "idêntico em tamanho e forma, a dezenas de milhares de lápides militares em Arlington." Ele diz simplesmente, "Hugo Lafayette Black, Capitão, Exército dos Estados Unidos".
O presidente Richard Nixon primeiro considerou a nomeação de Hershel Friday para preencher a vaga, mas mudou de ideia após a American Bar Association considerar Friday não qualificado para o cargo. Nixon então nomeou Lewis Powell, quem foi confirmado pelo Senado.

## Ku Klux Klan e anti-catolicismo
Logo após a nomeação de Black ao Supremo Tribunal, Ray Sprigle do Pittsburgh Post-Gazette escreveu uma série de artigos revelando o envolvimento de Black no Ku Klux Klan, pela qual ganhou um Prêmio Pulitzer. O primeiro artigo da série foi publicado no dia 13 de setembro de 1937, quase um mês após a nomeação de Black e logo após sua confirmação. Intitulada "Juiz Black Revelado como membro do Ku Klux Klan," o artigo descreveu como a renúncia de Black do Klan "foi a primeira manobra de sua campanha para ser nomeado candidato ao Senado dos Estados Unidos do partido democrático, pelo estado do Alabama."
Em uma entrevista coletiva à imprensa no dia 14 de Setembro de 1937, Roosevelt foi perguntado se ele tinha conhecimento do envolvimento de Black com o Ku Klux Klan. Ele respondeu que, "eu sei apenas o que li nos jornais...O Juiz Black está no exterior. Até o momento que ele retornar não haverá nenhum comentário a ser feito." Em 21 de Setembro de 1937, Roosevelt foi novamente perguntado, durante uma coletiva de imprensa sobre o envolvimento de Black com o Ku Klux Klan. Novamente, Roosevelt declarou que não falou com Hugo Black, e quando foi prguntado se o Departamento de Justiça deve ser "designado automaticamente" para investigar nomeações ao Supremo Tribunal, Roosevelt disse, "não, claro que não...a vida privada de uma homem é sua vida privada..."
No dia 21 de Setembro de 1937, Hugo Black foi "assediado" por repórteres. Ele disse, "Se eu fizer qualquer declaração, será de uma forma que as pessoas possam me ouvir e entender o que eu tenho a dizer, e não de uma forma que eu tenha que depender de algumas partes da imprensa, que podem falhar ao relatar tudo o que eu tenho a dizer."
No dia primeiro de outubro de 1937, Hugo Black deu uma declaração por rádio. Black disse, "Eu tenho vários amigos membros da raça negra. Certamente, seus direitos são protegidos integramente pela Constituição e por nossas leis..." Black também disse que, "Me juntei ao Klan. Depois me renunciei. Nunca mais me associei... Antes de me tornar Senador eu saí do Klan. I não tenho qualquer relação com ele desde então. Eu o abandonei. Eu completamente descontinuei qualquer associação com a organização." O Pittsburgh Post-Gazette escreveu que "50 milhões de pessoas ouviram o discurso."
Ao final de sua vida, Black dizia que associar-se ao Ku Klux Klan foi um erro, e disse que "eu teria me associado a qualquer grupo se me ajudasse a obter mais votos".
Seus biógrafos, na década de 1990, examinaram os pontos de vista religiosos de Black. Ball descobriu que Black "simpatizava-se com as ideias econômicas, nativistas, e anti-Católicas do Ku Klux Klan". Newman disse Black "desgostava da Igreja Católica como instituição" e deu inúmeros discursos anticatólicos em sua campanha eleitoral de 1926 a reuniões do Ku Klux Klan no Alabama.

### Thurgood Marshall andBrown v. Board of Education
Black foi um dos nove juízes da Suprema Corte que, em 1955, decidiu por unanimidade, no caso Brown v.Board of Education que a segregação em escolas públicas é inconstitucional. Os autores da foram representados por Thurgood Marshall. Após uma década, em 2 de outubro de 1967 Marshall tornou-se o primeiro Afro-Americano a ser nomeado para o Supremo Tribunal, e serviu com Black até sua aposentadoria em 17 de setembro de 1971.

### United States v. Price
Em United States v. Price (1965), dezoito membros do Ku Klux Klan foram acusados de assassinato e conspiração nas mortes de James Chaney, Andrew Goodman e Michael Schwerner, mas as acusações foram rejeitadas pelo tribunal de primeira instância. Uma decisão unânime do Supremo Tribunal, que incluiu Black, ordenou que o caso fosse a julgamento. Esses sete homens, incluindo os membros do KKK Samuel Bowers, Cecil Preço e Alton Wayne Roberts foram considerados culpados; oito deles, incluindo Lawrence A. Rainey, foram considerados inocentes; e três deles, incluindo Edgar Ray Killen, tiveram seus casos anulados.

## Legado
Hugo Black apareceu na capa da Revista Time duas vezes: em 26 de agosto de 1935, como Senador dos Estados Unidos; e em 9 de outubro de 1964 como Adjunto de Justiça.
Em 1986, Black apareceu na série Grandes Americanos de carimbos de postagem emitidos pelo Serviço Postal dos Estados Unidos. Junto com Oliver Wendell Holmes Jr.,era um dos dois Magistrados adjuntos na série até as inclusões de Thurgood Marshall, Joseph Story, Louis Brandeis, Felix Frankfurter, e William J. Brennan, Jr. Em 1987, o Congresso aprovou uma lei patrocinada por Ben Erdreich, H. R. 614, designando o novo tribunal da Corte Distrital dos EUA do Distrito do Norte do Alabama, em Birmingham, como o "Hugo L. Black United States Courthouse."
Uma coleção extensa de arquivos pessoais, políticos, judiciais e outros documentos é mantida na Divisão de Manuscritos da Biblioteca do Congresso, e está aberto para a pesquisa.
O Juiz Black foi homenageado em uma exposição nos Bounds Law Library da Universidade de Direito do Alabama. Uma coleção especial de Hugo Black é mantida pela biblioteca.
Black serviu no Supremo Tribunal por trinta e quatro anos, tornando-se o quinto Juiz do Supremo Tribunal com mais tempo de serviço. Foi Chefe de Justiça (Presidente do Supremo Tribunal) em duas ocasiões: da morte de Stone até a posse de Vinson em 24 de junho de 1946; e a partir da Vinson morte, em 8 de setembro de 1953 até a posse de Warren em 5 de outubro de 1953. 